# Koevasi
Koevasi – u wyspiarzy z Wysp Salomona jedna z pierwszych istot nadprzyrodzonych, która poleciła szerszeniowi stworzyć ziemię. Następnie zasadziła pierwsze drzewo i dała życie innym stworzeniom, sprowadziła śmierć i stworzyła pierwsze języki. Wraz z mężem Sivotoku ustaliła bieg słońca i księżyca.